# 159
159 је била проста година.

## Догађаји
- Конзули Плауције Квинтил (Квинтилије) и Марко Стације Приск Лициније Италик.
- 159-169 — Препади и казнене експедиције Кинеског царства против побуњених Киана.
- У Индији почиње владавина Шивашрија Сатакарнија, као краља Сатавахане од Андре.